# Virgin Black
I Virgin Black sono una christian band australiana dedita al doom metal e gothic metal.

## Storia del gruppo

### Le origini
Il gruppo australiano si forma nel 1995 ad Adelaide, dopo due lavori autoprodotti (Virgin Black e Trance) e vari cambi di Line-Up, firmano un contratto con la The End Records, per la quale realizzeranno il loro primo vero e proprio LP, Sombre Romantic (2001), nonché il successivo Elegant... and Dying (2003).
Sono proprio questi due lavori a decretare il successo e la fama internazionale della band che, nel 2004, intraprendono un tour in Australia assieme agli Opeth, seguito da concerti negli Stati Uniti ed in Germania.

### La trilogia
Il 10 marzo 2006 la The End Records ha annunciato che la band stava lavorando simultaneamente alla realizzazione di tre album. La trilogia si intitolerà collettivamente "Requiem", suddividendosi in:
1. Requiem - Pianissimo, che sarà orientato verso suoni classici ed accompagnato dalla Adelaide Symphony Orchestra;
2. Requiem - Mezzo Forte (che sarà il primo ad uscire), che rispecchierà il classico stile del gruppo e sarà costruito sulla falsariga degli album precedenti;
3. Requiem - Fortissimo, che si orienterà, anch'esso, su sonorità classicistiche unendosi, però, a sonorità death doom metal, mai presentate prima dai Virgin Black.

La band ha infine annunciato che il primo album ad uscire sarà Requiem - Mezzo Forte, seguito da Requiem - Fortissimo e Requiem - Pianissimo che rappresenteranno il secondo ed il terzo capitolo della trilogia.

## Formazione

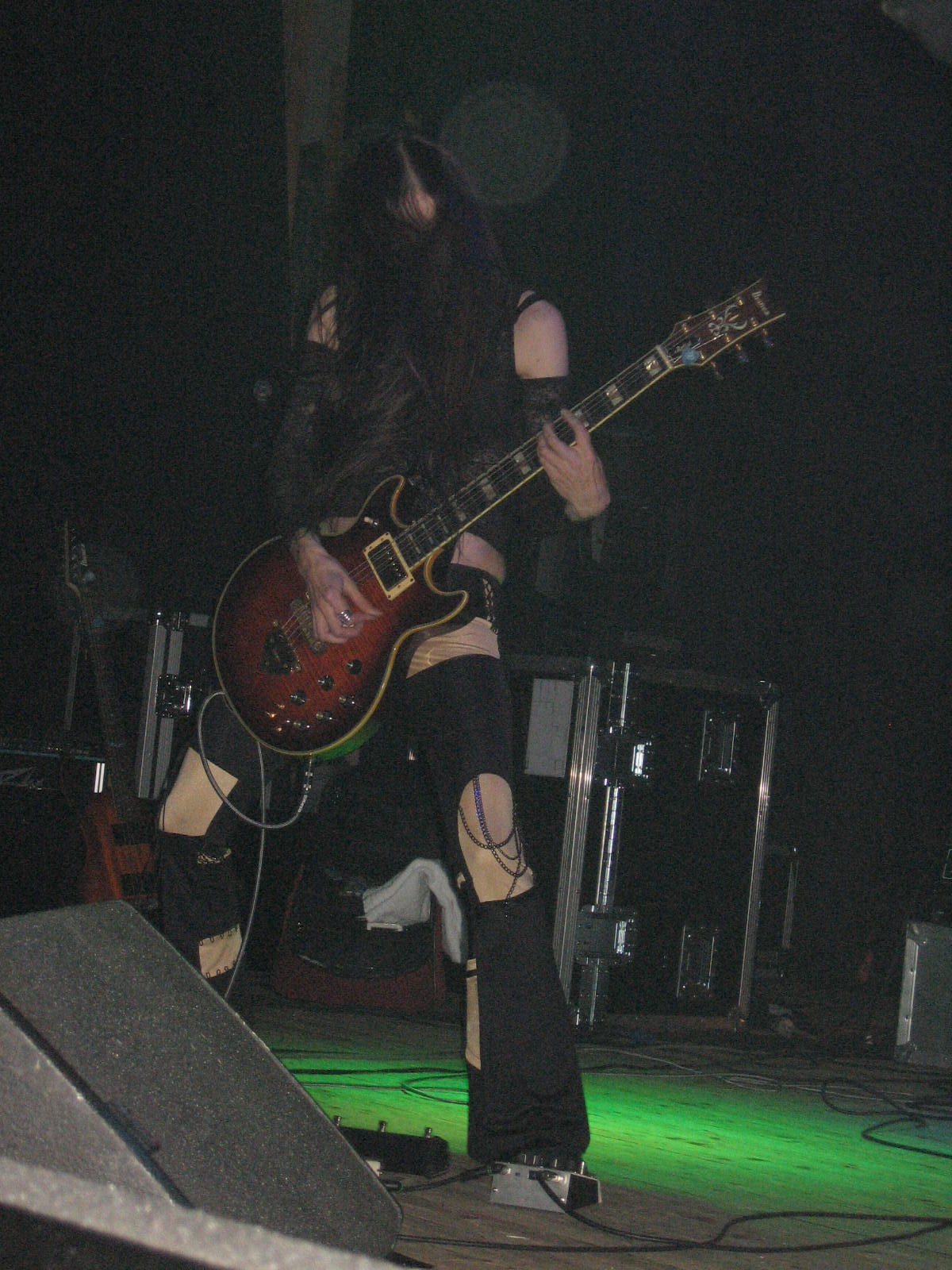
la chitarrista Samantha Escarbe durante un'esibizione live

### Formazione attuale
- Rowan London - voce, pianoforte, tastiere (dal 1994 ad oggi)
- Samantha Escarbe - chitarra, violoncello
- Grayh - basso, voce
- Luke Faz - batteria

### Ex componenti

#### Bassisti
- Brad Bessel (1993-1994) (Synnöve)
- Aaron Nicholls (1996-1998)
- Graham Billing (1995-1996)
- Ian Miller

#### Batteristi
- Daniel Bushby (1993-1994)
- Kelvin Sugars (1994-1995)
- Dino Cielo

#### Chitarristi
- Craig Edis

## Discografia
Album in studio
- 2001 - Sombre Romantic
- 2003 - Elegant... and Dying
- 2007 - Requiem - Mezzo Forte
- 2008 - Requiem - Fortissimo
- 2018 - Requiem - Pianissimo

Demo
- 1995 - Virgin Black

EP
- 1998 - Trance